# Telefonicky asistovaná první pomoc
Telefonicky asistovaná první pomoc, zkráceně TAPP, je základní instrukce, jak poradit volajícímu, který se nachází u pacienta s poruchou zdraví. Tuto pomoc upravuje doporučený postup urgentní medicíny (UM) a medicíny katastrof (MK).
Pro nejzávažnější situace má dispečink (záchranné služby na lince 155) přesné konkrétní postupy. Jedná se zejména o následující příhody: dušení, krvácení, poleptání, popálení, intoxikace, porod a hlavně náhlá zástava krevního oběhu.
Součástí telefonicky asistované první pomoci je telefonicky asistovaná neodkladná resuscitace (TANR). Tato pomoc je přímo zaměřena na stavy, kdy je potřeba zachránci poradit, jak začít pacienta oživovat.

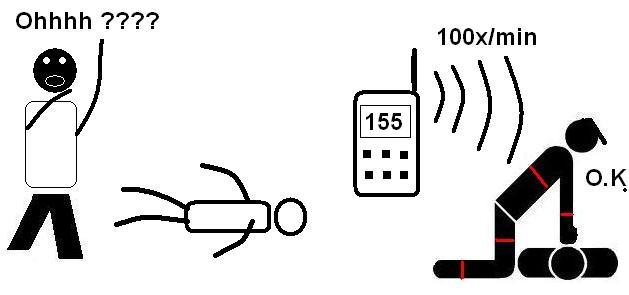
Návod resuscitace při Telefonicky asistované první pomoci

## Význam TANR
Pokud má pacient náhlou zástavu oběhu, je neodkladná resuscitace laikem velmi důležitá nejen pro samotné přežití, ale mnohdy odráží kvalitu života postiženého i po úspěšné resuscitaci záchrannou službou. Pokud se totiž nepřivádí okysličená krev do mozku, jeho buňky začínají po 5 minutách nenávratně odumírat.
Studie z Prahy a Stockholmu prokázaly, že TANR zvyšuje šanci na přežití NZO v terénu až o 50 %.
Rozpoznání náhlé zástavy oběhu je však pro laika mnohdy velmi těžkým úkolem a jeho rozeznání často nebývá správné. Zachránce se mnohdy mylně domnívá, že pokud je postižený v bezvědomí, má například křeče končetin nebo lapavě dýchá, tak mu srdce pořád pracuje a zástava to není. Skutečnost bývá ale často jiná. Křeče končetin jsou projevem hypoxie centrální nervové soustavy a lapavé dýchání je jen projevem přetrvávajících impulzů z centra pro dýchací činnost v prodloužené míše.
- Ve shodě s doporučeními Evropské rady pro resuscitaci (European Resuscitation Council) platí, že pacient, který nevyvíjí žádnou spontánní aktivitu s výjimkou agonálních dechů je považován za osobu s náhlou zástavou oběhu.Tento stav je však pro laiky dosti těžko rozpoznatelný. Většina lidí nepozná terminální lapavé dechy a domnívají se, že pacient dýchá dostatečně. Resuscitovat začne velmi málo z nich.

## Rozeznání zástavy oběhu
Rozeznat tuto situaci po telefonu je pro dispečera velmi obtížné, proto se při nejasnosti zástavy oběhu postupuje podle následujícího doporučení: Pokud si do 1 minuty nejsme jisti, že pacient normálně dýchá, postupujeme jako při zástavě oběhu. To znamená resuscitací pacienta. V tomto případě je na dispečerovi co nejjednodušeji a nejrychleji vysvětlit, co má zachránce s pacientem provádět. Důležité je nepoužívat odbornou zdravotnickou terminologii, kterou lidé neznají. U každého kroku si dispečer musí být jist, že zachránce úkol pochopil správně. Tyto postupy nemusejí být zcela totožné, jak uvádějí doporučení z roku 2005. Pro TANR jsou upraveny a dává se zde větší důraz na nepřímou srdeční masáž. Teoreticky lze totiž říci, že u člověka, u kterého došlo k náhlé zástavě oběhuu na podkladě kardiálního selhání, není samotné umělé dýchání prvořadé. I když člověk přestane náhle dýchat, jeho krev obsahuje rezervní zásoby kyslíku na další cca 4 minuty. Pacient není sice při vědomí, ale po tuto dobu nepřechází aerobní metabolismus na metabolismus anaerobní. Pokud však srdce stojí, tak se tato prozatím okysličená krev nepřečerpává. Proto je tedy potřeba provádět hlavně kompresi hrudníku s relativně vysokou frekvencí. Jako příklad zde uvádím postup jednotlivých kroků při resuscitaci dospělé osoby, u které se nepředpokládá zástava oběhu na podkladě dušení, ale z příčiny kardiální.

## Postup resuscitace dospělé osoby
- Položit pacienta na záda na tvrdou podložku. Nepodkládat hlavu.
- Uvolnit dýchací cesty zakloněním hlavy a zvednutím brady.
- Uprostřed hrudní kosti stlačovat hrudník 100–120 x za minutu do hloubky 5–6 cm rukama propnutýma v loktech. Zachránce je potřeba motivovat a zpětnou vazbou po telefonu ověřovat, co se s postiženým děje.

## Ukončení resuscitace
Resuscitaci ukončujeme pouze tehdy, když se pacient probere k vědomí, začne alespoň sám samovolně pravidelně dýchat, nebo pokud jsme zcela fyzicky vyčerpaní. I zde je potřeba se nenechat zmást lapavými dechy, které se mohou správnou resuscitací obnovit. V opačném případě se snažíme resuscitovat až do příjezdu záchranné služby.